# Lindolfo Collor (Rio Grande do Sul)
Lindolfo Collor is een gemeente in de Braziliaanse deelstaat Rio Grande do Sul. De gemeente telt 5.732 inwoners (schatting 2009).

## Aangrenzende gemeenten
De gemeente grenst aan Estância Velha, Ivoti, Portão, Presidente Lucena en São José do Hortêncio.